# Eve Arnold
Eve Arnold (Filadèlfia, Pennsilvània, 21 d'abril de 1912 - Londres, Anglaterra, 4 de gener de 2012) va ser una fotoperiodista estatunidenca que va treballar per a l'agència Magnum.
En els seus reportatges solia fer èmfasi en els aspectes socials, i el seu estil va anar evolucionant des de les càndides imatges en blanc i negre de la dècada del 1950 a les composicions en color més atrevides dels seus últims anys.

## Els inicis
El seu nom real era Eve Cohen, i va néixer en el si d'una família d'immigrants russos jueus, essent la mitjana de nou fills. Els seus primers interessos es van dirigir cap a la literatura i la dansa, però el 1940 va començar a encuriosir-se per la fotografia i va realitzar les seves primeres imatges. A la seva mare no semblava agradar-li la idea, i el seu pare, que era rabí, estava més entusiasmat amb la primera elecció que havia fet la seva filla per anar a la Universitat i estudiar Medicina, carrera que va abandonar.
El seu interès per la fotografia, però, va créixer en el període en què va treballar en una planta d'acabat fotogràfic a Nova York, el 1946. El seu xicot va regalar-li una càmera Rolleiflex de 40 dòlars, amb la qual va començar a documentar tot allò que passava a la ciutat, des d'un angle radicalment diferent per aquella època. L'any 1948 va fer un curs de fotografia de sis setmanes a la New School for Social Research de Nova York amb Alexei Brodovitch, el director artístic de la revista Harper's Bazaar.

## El fotoperiodisme
A partir de 1951 va formar part de l'agència Magnum com a membre associat, i el 1957 es va convertir en membre de ple dret i els seus reportatges fotogràfics van començar a publicar-se en altres revistes, com Life, Paris Match, Stern, Sunday Times o Vogue, convertint-se en la primera reportera d'aquesta agència.
Encara que va retratar moltes de les figures emblemàtiques que van marcar la segona meitat del segle xx, se sentia igualment còmoda documentant les vides dels pobres i desvalguts, "els treballadors immigrants, els que es manifesten pels drets civils contra l'apartheid a Sud-àfrica, els veterans discapacitats de la guerra del Vietnam i els pastors de Mongòlia". Per a ella no hi havia dicotomia; en una entrevista per a la BBC de 1990 afirmava que no veia la gent com ordinària o extraordinària, sinó simplement com a persones davant del seu objectiu.
Dues de les seves fotografies més conegudes són els retrats de Marlene Dietrich i Marilyn Monroe durant un descans a la seva feina, i les va prendre de manera directa i sense avisar; especialment memorables són les que va fer-li a Monroe en el set de rodatge de la pel·lícula The Misfits (1961), encara que ja havia fotografiat l'actriu en repetides ocasions des de 1951; unes fotos inèdites de l'estrella van ser exposades en una galeria de Londres el maig de 2005. També va fotografiar la reina Isabel II, Malcolm X, Joan Crawford, Clark Gable, James Cagney i Paul Newman, i va viatjar per tot el món, fent fotos a la Xina, la Unió Soviètica, Sud-àfrica, Egipte i l'Afganistan.
A principis de la dècada del 1950 es va mudar a Long Island amb el seu marit i el seu fill, que havia nascut el 1948. Després d'un avortament involuntari va combatre la depressió fotografiant naixements (que en aquella època era tabú), i durant aquells anys va cobrir la convenció nacional republicana i les audiències de McCarthy. Una vegada finalitzat el seu matrimoni, finalment es va instal·lar amb el seu fill Frank a Anglaterra de manera definitiva l'any 1962.
Va ser mentre treballava per al Sunday Times de Londres que va començar a utilitzar la fotografia en color de manera habitual. i a interessar-se cada cop més pel cinema. Gràcies al treball com a fotògrafa en el rodatge de la pel·lícula White Nights (1985) va recopilar una sèrie d'imatges, juntament amb el nou membre de Magnum Josef Koudelka, que posteriorment va editar l'any següent en el llibre The Making of White Nights.

## Final de la seva carrera
La seva primera exposició individual amb caràcter itinerant la va realitzar el 1980, i va tenir com a títol In China; també va fer exposicions lligades a l'agència Magnum, al Museu Tampa de Florida el 1983 i al Museu Reina Sofia el 1989, i també al National Portrait Gallery de Londres. La seva obra està representada al Museu Ludwig de Colònia i al Museu Metropolità d'Art de Nova York.
Va viure a Mayfair (Londres) durant molts anys fins al final de la seva malaltia, quan es va mudar a un asil i va estar-s'hi fins a la seva mort. Va ser a finals de la dècada del 1990 quan va abandonar la càmera, cinquanta anys més tard d'haver iniciat la seva carrera; quan l'actriu Anjelica Huston va preguntar-li si encara feia fotos, Eve Arnold va respondre-li que allò s'havia acabat, ja que no era capaç de sostenir una càmera, i que es passava la major part de dia llegint autors com Fiódor Dostoievski, Thomas Mann i Lev Tolstoi.

## Reconeixement
Al llarg de la seva vida va rebre nombrosos reconeixements, entre els quals es poden destacar el National Book Award, el Lifetime Achievement Award de l'American Society of Magazine Photographers (1980), el de membre honorari de la Royal Photographic Society (1993), el Doctorat Honorari de la Universitat de Saint Andrews i, de Staffordshire, el títol de Mestre en Fotografia atorgat per l'ICP, i també l'Ordre de l'Imperi Britànic (2003).
L'any 1997, va ser nomenada membre del Comitè Assessor del National Media Museum (anteriorment conegut com a National Museum of Photography, Film and Television) a Bradford (Anglaterra).

## Obra principal
Fotografies
- "Marilyn Monroe", 1960
- "Jacqueline Kennedy arranging flowers with daughter Caroline", 1961
- "Horse Training for the Militia in Inner Mongolia", 1979

Llibres
- The Unretouched Woman, 1976
- Flashback: The 50's, 1978
- In China, 1980
- In America, 1983
- Marilyn for Ever, 1987
- Marilyn Monroe: An Appreciation, 1987
- All in a Day's Work, 1989
- The Great British, 1991
- In Retrospect, 1995
- Film Journal, 2002
- Handbook, 2004
- Marilyn Monroe 2005
- Eve Arnold's People 2009
- All About Eve 2012